# Abdij Notre-Dame-des-Dombes
De Abdij Notre-Dame-des-Dombes is een abdij in de gemeente Le Plantay in de Dombes (departement Ain, Frankrijk). Het complex ligt ongeveer 40 km ten noorden van Lyon.
De abdij werd in 1863 gesticht als trappistenklooster, vanuit de Abdij van Aiguebelle (Drôme). Het doel was om te helpen de gezondheid van de bewoners van het Dombes-gebied, dat rijk is aan meren en moerassen, te verbeteren. Er heerste daar malaria en de levensverwachting was in 1830 gedaald tot 25 jaar. De monniken van de abdij legden de moerassen en vijvers, leefgebieden van de malariamug, droog en begonnen er landbouw te bedrijven.
De abdijgebouwen zijn opgetrokken in rode baksteen. De abdijkerk werd ontworpen door Pierre Bossan, die ook de basiliek Notre-Dame de Fourvière in Lyon ontwierp.
In 2001 vertrokken de trappisten uit de abdij. Sindsdien is zij in handen van de communauté du Chemin Neuf, een katholieke gemeenschap met oecumenische inslag. 